# Keep Searchin' (We'll Follow the Sun)
Keep Searchin' (We'll Follow the Sun) is een single van de Amerikaanse zanger Del Shannon. Het nummer werd in 1965 uitgebracht.

## Hitnotering
| Keep searchin' (We'll Follow the Sun) | Keep searchin' (We'll Follow the Sun) | Keep searchin' (We'll Follow the Sun) | Keep searchin' (We'll Follow the Sun) | Keep searchin' (We'll Follow the Sun) | Keep searchin' (We'll Follow the Sun) | Keep searchin' (We'll Follow the Sun) | Keep searchin' (We'll Follow the Sun) | Keep searchin' (We'll Follow the Sun) | Keep searchin' (We'll Follow the Sun) |
| Hitlijst                              | Datum van binnenkomst                 | Week:                                 | 1                                     | 2                                     | 3                                     | 4                                     | 5                                     | 6                                     | Laatste notering                      |
| ------------------------------------- | ------------------------------------- | ------------------------------------- | ------------------------------------- | ------------------------------------- | ------------------------------------- | ------------------------------------- | ------------------------------------- | ------------------------------------- | ------------------------------------- |
| Nederlandse Top 40                    | 20-02-1965                            | Positie:                              | 36                                    | 21                                    | 19                                    | 16                                    | 17                                    | 24                                    | 27-03-1965                            |